# شاهزاده لویی ولز
شاهزاده لویی ولز (‎/ˈluːi/‎ لو-ئی؛ لویی آرتور چارلز، (به انگلیسی: Louis Arthur Charles)؛ زادهٔ ۲۳ آوریل ۲۰۱۸) فرزند سوم و پسر دوم ویلیام، شاهزاده ولز و کاترین، شاهدخت ولز است. او در لیست سلطنت بریتانیا پس از پدرش ویلیام، شاهزاده ولز، شاهزاده جرج ولز، و شاهدخت شارلوت ولز، نفر چهارم است.

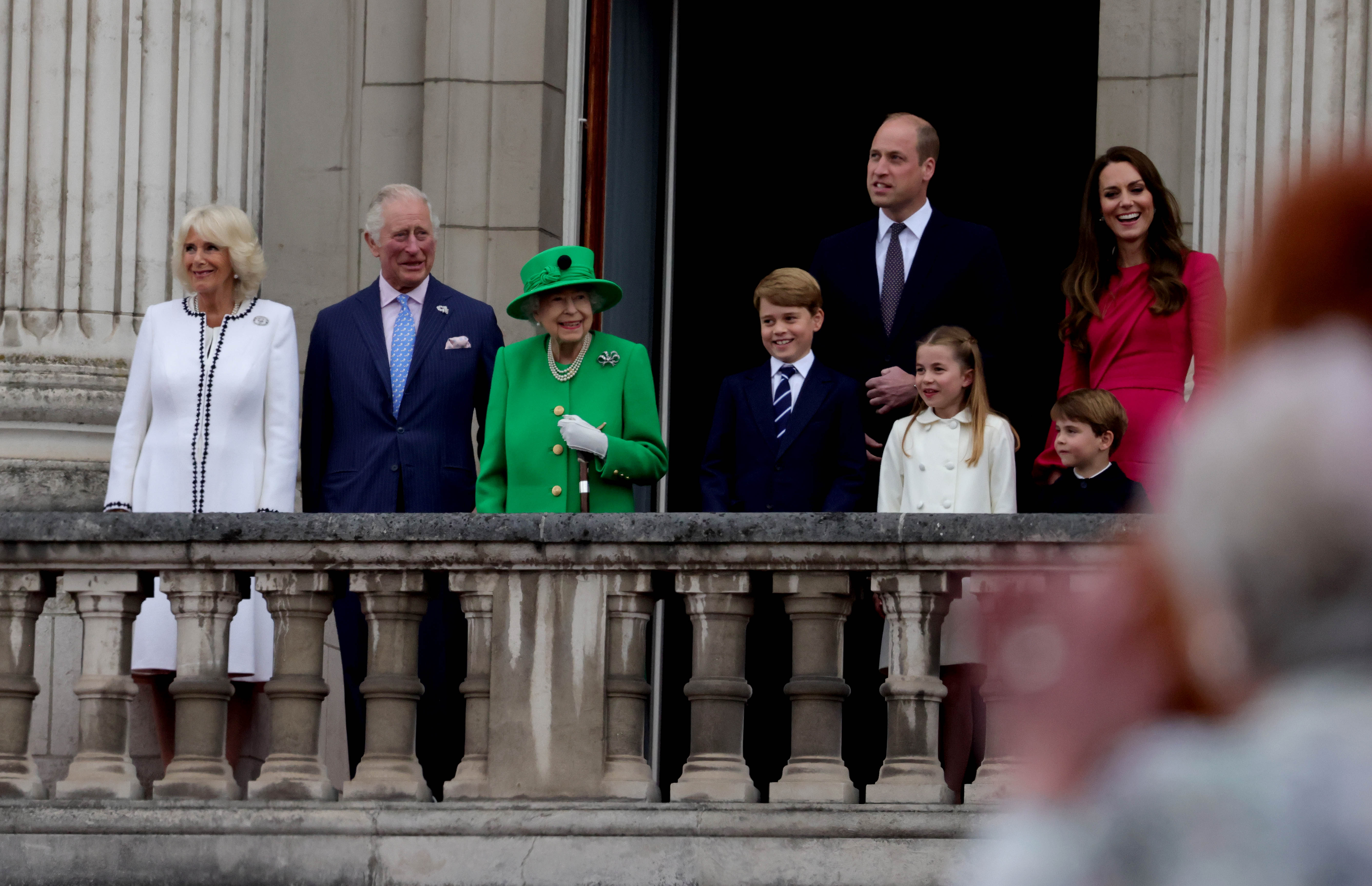

در ۴ سپتامبر ۲۰۱۷، کاخ کنزینگتون اعلام کرد دوک و دوشس کمبریج در انتظار سومین فرزندشان هستند.
زایمان کیت میدلتون در ساعات آغازین ۲۳ آوریل ۲۰۱۸ شروع شد و در ساعت ۱۱:۰۱ به وقت ساعت تابستانی بریتانیا (۱۰:۰۱ ساعت هماهنگ جهانی) همان روز پسری ۳٫۸ کیلوگرمی را به دنیا آورد.